# Publius Decius Mus (Konsul 279 v. Chr.)
Publius Decius Mus († 279 v. Chr. bei Asculum?) war ein Politiker der römischen Republik und Konsul 279 v. Chr.
Er erlitt 279 v. Chr. in der Schlacht bei Asculum eine Niederlage gegen Pyrrhos. Wie sein Großvater und Vater soll er sein Leben in der Schlacht durch devotio geopfert haben. Sehr unsicher ist die Überlieferung, dass er im Jahr 265 v. Chr. Suffektkonsul gewesen sei, was die devotio-Handlung umso mehr unglaubwürdig erscheinen lässt.